# 上海市复旦实验中学

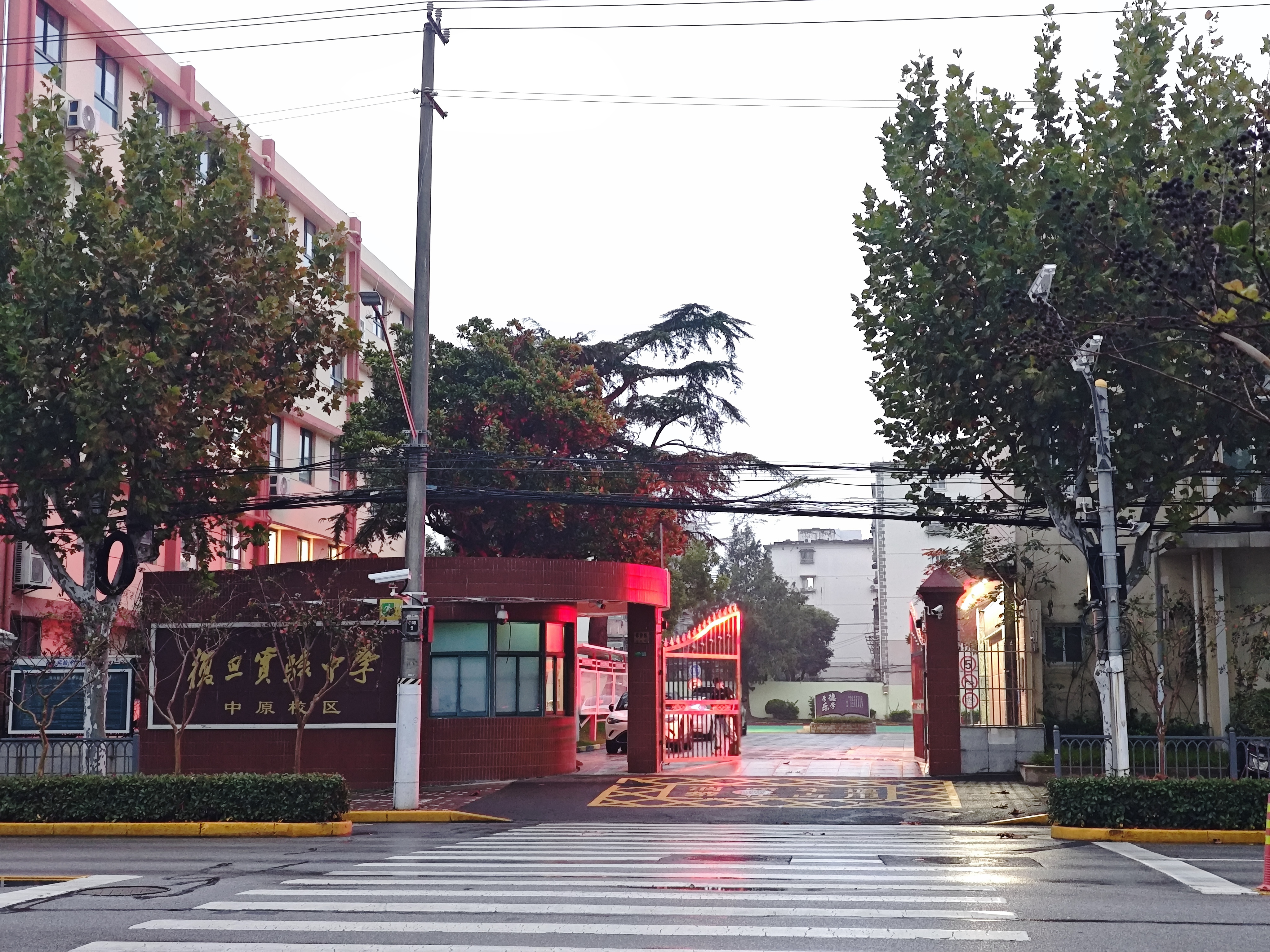
中原校区

上海市复旦实验中学创立于2000年，是复旦大学与杨浦区教育局合作创立的完全中学，是复旦实验中学教育集团的核心校。现有安波路和中原路两个校区，目前初中部全部在安波路校区，高中部全部在中原校区，为区重点高中。

## 历史

### 安波路校区
- 创立于2000年，由复旦大学与杨浦区教育局合作创立[3]。2021年6月30日前，初中部和高中部全部在安波路校区。
- 2023年7月7日，安波路校区改扩建工程开工。[4]

### 中原校区
- 2020年10月28日，区教育局领导莅临本校调研，刘刚校长就中原校区的规划以及特色高中创建的瓶颈和机遇同领导进行研讨[5]。
- 2021年9月1日，中原校区正式启用，22届高三在中原校区开学[6]。
- 2023年9月1日，中原校区全面启用，高中部全部在中原校区开学[7]。